# Om ett träd faller i skogen

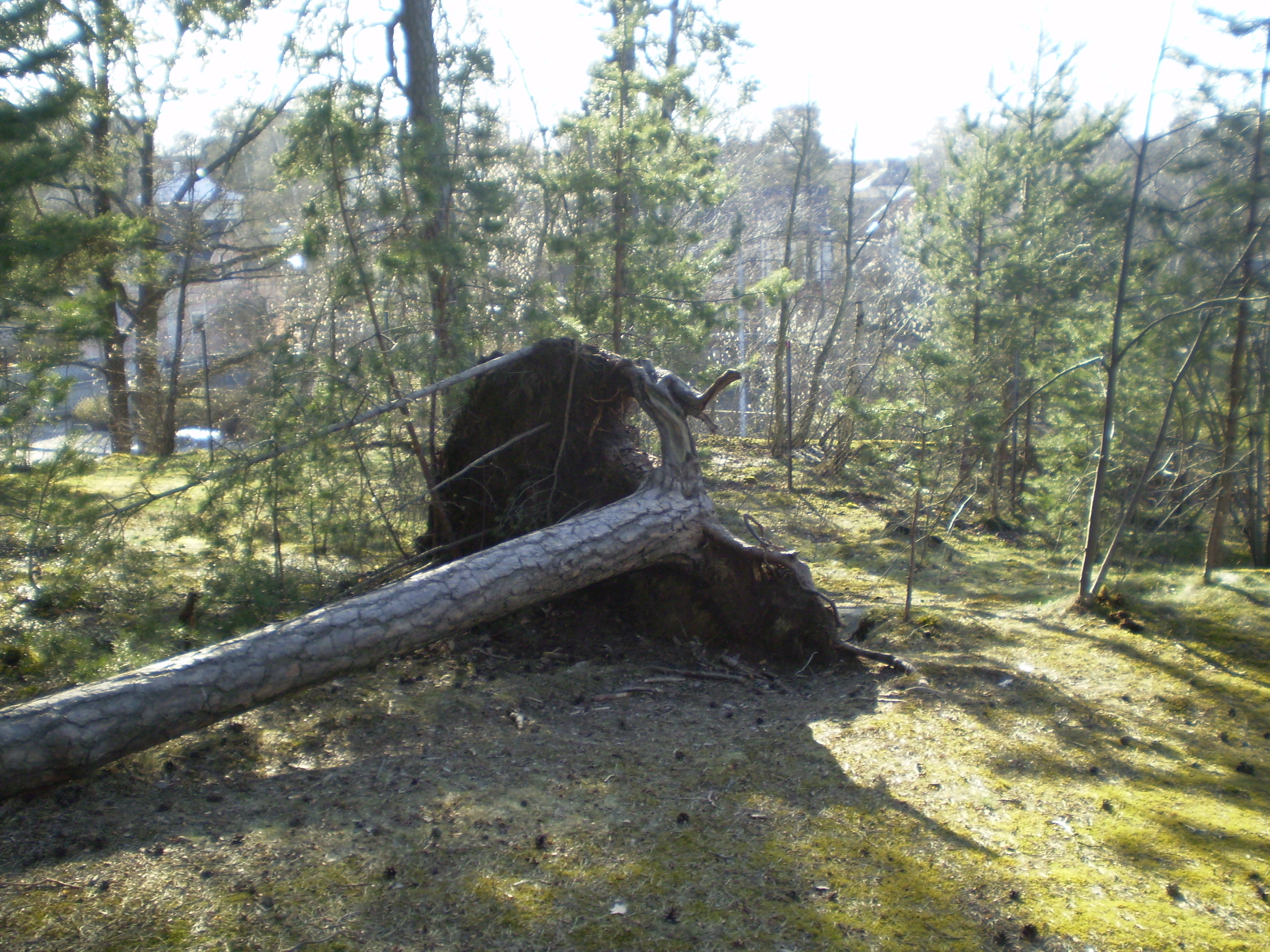
Ett fallet träd.

Om ett träd faller i skogen men ingen hör det, gör det då något ljud? är ett klassiskt filosofiskt tankeexperiment för att ställa frågor om verklighet och objektivitet. Liknande frågor har ställts redan i antik filosofi. 

## Historik
Medan ursprunget till frasen ibland felaktigt tillskrivs George Berkeley, finns det inga bevarade skrifter där han diskuterade denna fråga. De närmaste är följande två avsnitt ur George Berkeleys skrift A Treatise Concerning the Principles of Human Knowledge från 1710.
Men, säger du, det finns säkert inget lättare för mig att föreställa mig än träd, till exempel i en park, eller böcker som finns i en garderob, och ingen kan uppfatta dem.
Sensobjekten existerar endast när de uppfattas; träden är därför i trädgården... inte längre än när det är någon där för att uppfatta dem. 
Trots att dessa avsnitt har en avlägsen likhet med frågan, föreslog Berkeley aldrig själva frågan. Men hans arbete behandlade i stor utsträckning frågan om föremål kunde fortsätta att existera utan att bli uppfattade.
I juni 1883, i tidskriften The Chautauquan, ställdes frågan: "Om ett träd skulle falla på en ö där det inte fanns några människor skulle det finnas något ljud?" De fortsatte sedan med att svara på frågan med: "Nej. Ljud är den känsla som uppkommer i örat när luften eller annat medium sätts i rörelse." Tidskriften Scientific American bekräftade ett år senare den tekniska aspekten av denna fråga, samtidigt som de utelämnade den filosofiska sidan, när de ställde frågan lite omformulerad: "Om ett träd skulle falla på en obebodd ö, skulle det då finnas något ljud?" och gav ett mer tekniskt svar: "Ljud är vibration, överförs till våra sinnen genom örats mekanism och känns igen som ljud endast vid våra nervcentra. När trädet faller eller någon annan störning kommer att producera vibrationer av luften och det finns inga öron att höra, kommer det inget ljud."
Den nuvarande fraseringen verkar ha sitt ursprung i 1910 års bok Physics av Charles Riborg Mann och George Ransom Twiss. Frågan "När ett träd faller i en ensam skog och inget djur är i närheten för att höra det, gör det ett ljud? Varför?" ställs tillsammans med många andra frågor till quizläsare om innehållet i kapitlet, och ställs som sådan ur en rent fysisk synvinkel.
Medan fysikerna och goda vännerna Albert Einstein och Niels Bohr var lika viktiga för att grunda kvantmekaniken, hade de två väldigt olika syn på vad kvantmekaniken sade om verkligheten. På en av många dagliga lunchpromenader med fysikern Abraham Pais, som liksom Einstein var en nära vän och medarbetare till Bohr, stannade Einstein plötsligt upp, vände sig till Pais och frågade: 'Tror du verkligen att månen bara existerar om du tittar på den?" Som nedtecknat på första sidan av Subtle Is the Lord, Pais’ biografi om Einstein, svarade Pais på effekten av: "Det tjugonde århundradets biologiska biografi hävdar inte att han har svarat på denna." Pais svar var representativt inte bara för honom själv och för Bohr, utan för majoriteten av kvantfysikerna på den tiden, en situation som med tiden ledde till Einsteins faktiska uteslutning från just den grupp han hjälpte till att grunda. Som Pais antydde är majoritetsuppfattningen hos kvantmekaniksamhället då och utan tvekan till denna dag att existens i frånvaro av en observatör i bästa fall är en gissning, en slutsats som varken kan bevisas eller motbevisas. 

## Metafysik

### Möjligheten till oupplevd existens
Kan något existera utan att uppfattas av medvetandet? – till exempel "är ljud bara ljud om en person hör det?"
Det mest omedelbara filosofiska ämnet som gåtan introducerar tar upp existensen av trädet (och ljudet det producerar) utanför mänsklig uppfattning. Om ingen är i närheten för att se, höra, röra eller lukta på trädet, hur skulle det kunna sägas existera? Vad är det att säga att det existerar när en sådan existens är okänd? Naturligtvis finns det ur vetenskaplig synvinkel. Det är människor som kan uppfatta det. George Berkeley utvecklade på 1700-talet subjektiv idealism, en metafysisk teori för att svara på dessa frågor, myntad berömt som "att vara är att uppfattas". Idag är metafysiker splittrade i frågan. Enligt teorin om substans, skiljer sig ett ämne från dess egenskaper, medan enligt bunteteorin är ett objekt bara dess sinnesdata. Definitionen av ljud, förenklat, är ett hörbart ljud. Trädet kommer att göra ett ljud, även om ingen hörde det, helt enkelt för att det kunde ha hörts.
Svaret på denna fråga beror på definitionen av ljud. Vi kan definiera ljud som vår uppfattning av luftvibrationer. Därför finns inte ljud om vi inte hör det. När ett träd faller stör rörelsen luften och skickar iväg tryckvågor. Detta fysiska fenomen, som kan mätas med andra instrument än våra öron, existerar oavsett människans uppfattning (se eller höra) av det. Sammantaget, även om trädet som faller på ön skickar iväg tryckvågor, producerar det inte ljud om ingen människa är inom avståndet där tryckvågorna är starka nog för en människa att uppfatta dem. Men om vi definierar ljud som själva vågorna, skulle ljud produceras.

### Kunskap om den oobserverade världen
Kan vi anta att den oobserverade världen fungerar på samma sätt som den observerade världen? – till exempel "påverkar observation resultatet?"
En liknande fråga berör inte huruvida en oobserverad händelse inträffar förutsägbart eller inte , som den inträffar när den observeras. Den antropiska principen antyder att betraktaren, just i sin existens, kan påverka den observerade verkligheten.
Men de flesta människor, såväl som forskare, antar att observatören inte ändrar om trädfallet orsakar ett ljud eller inte, men detta är ett omöjligt påstående att bevisa. Många forskare skulle emellertid hävda att en verkligt oobserverad händelse är en som inte inser någon effekt (tillför ingen information) på någon annan (där "annan" kan vara till exempel människa, ljudinspelare eller rock), den kan därför inte ha något arv i det nuvarande (eller pågående) vidare fysiska universum. Man kan då inse att den ej observerade händelsen var absolut identisk med en händelse som inte alls inträffade. Det faktum att trädet är känt för att ha ändrat tillstånd från "upprätt" till "fallen" innebär naturligtvis att händelsen måste observeras för att överhuvudtaget ställa frågan – även om det bara är av den förmodade döva åskådaren, som är krediterad för att ha utvecklat kritisk realism har hävdat, i uppenbar hänvisning till denna gåta, att:
Om människor upphörde att existera skulle ljudet fortsätta att resa och tunga kroppar falla till jorden på exakt samma sätt, även om det rent hypotetiskt inte skulle finnas någon som vet det.
Denna existens av en oobserverad verklighet är integrerad i Bhaskars ontologi, som hävdar (i motsats till de olika påfrestningarna av positivism som har dominerat både natur- och samhällsvetenskapen under 1900-talet) att "verkliga strukturer existerar oberoende av och ofta är ur fas med händelsernas faktiska mönster". Inom samhällsvetenskapen har detta gjort hans tillvägagångssätt populärt bland samtida marxister – särskilt Alex Callinicos – som postulerar existensen av verkliga sociala krafter och strukturer som kanske inte alltid är observerbara.

### Olikheten mellan sensation och verklighet
Vad är skillnaden mellan vad något är och hur det ser ut ? – till exempel "ljud är variationen av tryck som fortplantar sig genom materia som en våg "
Det kanske viktigaste ämnet som gåtan kommer att erbjuda är uppdelningen mellan uppfattningen av ett objekt och hur ett objekt verkligen är. Om ett träd existerar utanför uppfattningen, finns det inget sätt för oss att veta att trädet existerar. Så vad menar vi då med "existens"; Vad är skillnaden mellan uppfattning och verklighet? Folk kan också säga, om trädet existerar utanför uppfattningen (som skulle diktera), kommer det att producera ljudvågor. Men dessa ljudvågor kommer faktiskt inte att låta som någonting. Ljud som det är mekaniskt förstått kommer att inträffa, men ljud som förstås av känslan kommer inte att uppstå. Så hur är det då känt att "ljud som det förstås mekaniskt" kommer att uppstå om det ljudet inte uppfattas?

## I populärkulturen
Den kanadensiska singer-songwritern, socialaktivisten och miljöaktivisten Bruce Cockburn ställer frågan i refrängen till sin låt "If a Tree Falls", på hans album Big Circumstance från 1988. Cockburns texter inramar det som en pressande fråga angående orsaken och effekten av avskogning.
En parafras av citatet ("When you're falling in a forest and there's nobody around / Do you ever really crash, or even make a sound?") bildar bryggan till huvudpersonens solonummer "Waving Through A Window" i musikalen Dear Evan Hansen i linje med trädmotivet som är väsentligt för handlingen. Sången i sig diskuterar en känsla av isolering genom rädsla för att misslyckas i sociala interaktioner, som en del av huvudpersonens sociala ångestsyndrom.